# Dự án
Dự án là một tập hợp các hoạt động có liên quan đến nhau được thực hiện trong một khoảng thời gian có hạn, với những nguồn lực đã được giới hạn; nhất là nguồn tài chính có giới hạn để đạt được những mục tiêu cụ thể, rõ ràng, làm thỏa mãn nhu cầu của đối tượng mà dự án hướng đến. Thực chất, Dự án là tổng thể những chính sách, hoạt động và chi phí liên quan với nhau được thiết kế nhằm đạt được những mục tiêu nhất định trong một thời gian nhất định.
Dự án bao gồm dự án đầu tư và dự án hỗ trợ kỹ thuật sản phẩm phải được đánh giá cao và chất lượng.

## Các thông tin về dự án
1. Tính mục tiêu:
- Dự án bao giờ cũng có một hoặc một số mục tiêu rõ ràng.
- Định hướng mục tiêu luôn được duy trì trong suốt dự án.
- Sản phẩm cuối cùng luôn được đánh giá xem có phù hợp, có đạt được mục tiêu không.
- Các mục tiêu phải liên quan đến dự án

2. Có các hạn định rõ ràng
- Lịch biểu được xác định trước
- Các ngày bắt đầu, ngày kết thúc rõ
- Các mốc được theo dõi và đem ra đánh giá.

3. Sự giới hạn
- Giới hạn về nguồn lực.
- Giới hạn về kinh phí
- Giới hạn về thời gian.

## Trình tự lập dự án
- Xác định mục đích, yêu cầu của dự án.
- Lập nhóm soạn thảo dự án
- Nghiên cứu lập dự án.
- Lập kế hoạch soạn thảo
- Lập đề cương sơ bộ
- Lập đề cương chi tiết
- Tiến hành soạn thảo dự án
- Lập dự án và trình chủ đầu tư và cơ quan chủ quản.
- Hoàn tất văn bản dự án.

## Các dự án thường thấy
Dự án khu đô thị mới
Dự án đầu tư xây dựng